# Armagedon
Armagedon este numele dat unor rapoarte anonime, care au creat un imens scandal politic în România în 2002, transmise prin e-mail instituțiilor media și unor ambasade din România, în care erau făcute publice anumite fapte din societatea românească. Aceste rapoarte și scandalul politic și mediatic izbucnit au reușit, la vremea respectivă, să isterizeze întrega clasă politică românească. Au existat mai multe astfel de rapoarte numite Armagedon, 11 la număr, care au adus în atenția publică următoarele probleme: Armata română (1), Adrian Năstase (2), Sorin Ovidiu Vântu (3), Funcția publică (4-6), FNI (7), Media (8-9), SRI (10), Corupție (11).

## Scandalul
Scandalul politic a luat amploarea în momentul în care Armagedon II, raportul care îl avea ca subiect pe fostul premier al României, Adrian Năstase, a ajuns în atenția publică. În raport erau enumerate date despre averea considerabilă a fostului premier, date regăsite și în unele ziare ale timpului, precum și informații despre anturajul acestuia, considerat de autorii raportului dubios.
Persoanele găsite vinovate pentru aceste rapoarte au fost Mugur Ciuvică, fostul consilier prezidențial al președintelui României în perioada 1996-2000, Emil Constantinescu și Ovidiu Iane, proprietarul unei firme de software. Ambii au fost acuzați, în temeiul articolului 168/1 Cod Penal, de răspândirea de știri, date și informații false, care au tangență cu siguranța statului. Pedeapsa prevăzută în lege pentru o astfel de faptă era închisoare de la 1 la 5 ani.
Scandalul a atins cote maxime în data de 18 ianuarie 2002, când Mugur Ciuvică a fost ridicat în jurul orei 18.30, de pe stradă de trei polițiști, fără mandat și a fost dus la sediul Parchetului general. Acolo a fost interogat până la miezul nopții de către procurorii parchetului, după care a fost pus în libertate cu interdicția de a părăsi Bucureștiul.
În perioada următoare, a fost emis un mandat de arestare de 5 zile pe numele lui Ovidiu Iane, acesta fiind reținut în baza acuzație de transmitere pe Internet a raportului Armagedon II. Ulterior acestei acuzații au găsite și unele nereguli la firma sa de calculatoare.

## Reacții
Mai multe ONG-uri și instituții din România și internaționale s-au sesizat la aflarea acestui scandal, printre care Liga Pro Europa. APADOR-CH și Centrul pentru Jurnalism Independent au protestat public și au acuzat Parchetul și Poliția de parcticare unor metode ilegale de anchetă și de intimidare a cetățenilor.
Mugur Ciuvică și Ovidiu Iane (a fost eliberat înainte de a expira mandatul de arestare de 5 zile) au fost scoși de sub urmărire penală, pentru acuzațiile inițiale de răspândire de informații false.